# T-ara
T-ara (coréen : 티아라, japonais : ティアラ (Tiara), souvent stylisé T-ARA, T♔ARA ou TΛRΛ) est un girl group sud-coréen formé en 2009 par le label discographique MBK Entertainment. Elles sortent leur première chanson "Good Person" (좋은 사람) pour la bande son du drama coréen Cinderella Man en avril 2009. Originellement, le groupe était composé de Jiae, Jiwon, Eunjung, Hyomin et Jiyeon. En juin 2009, le groupe voit ses plans de départ bouleversés par le départ de Jiae et de Jiwon, pour cause de différence de style musical, mais il se reforme fin juin 2009 avec l'arrivée de Boram, puis celles de Soyeon et Qri en juillet 2009, fermant définitivement le groupe. Elles sortent alors leur premier single, Geojitmal (coréen : "거짓말" littéralement Mensonge).

## Signification
T-ara signifierait « Nous allons porter une couronne après être devenues les reines de la musique ». Ce nom est un dérivé du terme tiara qui désigne une Tiare en anglais.

## Histoire

### Avant les débuts
Les cinq premières membres de T-ara, Ji Ae, Ji Won, Eun Jung, Hyomin et Ji Yeon, ont été formées pendant trois ans par Mnet Media.
Pensant qu'elles deviendraient les « reines de l'industrie musicale », elles choisissent le nom du groupe en s'inspirant du mot japonais tiara,.
En avril 2009, elles commercialisent leur première composition intitulée Joheun Saram (Ver. 1) (좋은 사람, "Good Person"). Ji Yeon se joint à SeeYa et Davichi pour un single collaboration intitulé Yeoseong Shidae (여성시대, "Women's Generation") commercialisé en mai 2009.
En juin 2009, Mnet Media annonce le départ de Ji Ae et Ji Won du groupe en raison des différents goûts musicaux qui les séparent. Les premières membres à rejoindre le groupe incluent Boram, la fille du chanteur Jeon Young-rok et de l'actrice Lee Mi-young.
So Yeon, ancienne membre du groupe Girls' Generation, rejoint le groupe après avoir quitté la SM Entertainment, où elle était stagiaire, pour manque de confiance en elle.
So Yeon et Qri se sont jointes au groupe trois semaines avant leurs débuts.
Au début de juillet 2009, le groupe quitte Mnet Media pour sa compagnie sœur Core Contents Media.

### Débuts
T-ara fait ses débuts dans l'émission de radio MBC le 29 juillet 2009. Leur première performance est perçue dans l'émission musicale M! Countdown sur la chaîne de télévision Mnet le 30 juillet, où elles ont chanté Geojitmal (거짓말, "Lies") et "Norabollae? (놀아볼래?, "Wanna Play?") comme premiers singles. Leurs débuts sont négativement accueillis par les internautes. Le groupe annonce par la suite leurs futures performances en live. En septembre 2009, Eun Jung, So Yeon, Hyomin et Ji Yeon collaborent ensemble avec Kwangsu, Jihyuk, et Geonil de Supernova pour le single TTL (Time to Love). Il est commercialisé le 15 septembre 2009, et devient le premier single du groupe à atteindre les classements musicaux en-ligne. T-ara et Supernova collaborent une nouvelle fois pour le titre TTL Listen 2, la suite du titre TTL (Time to Love), qui est commercialisé le 9 octobre 2009, et qui inclut tous les membres des deux groupes.

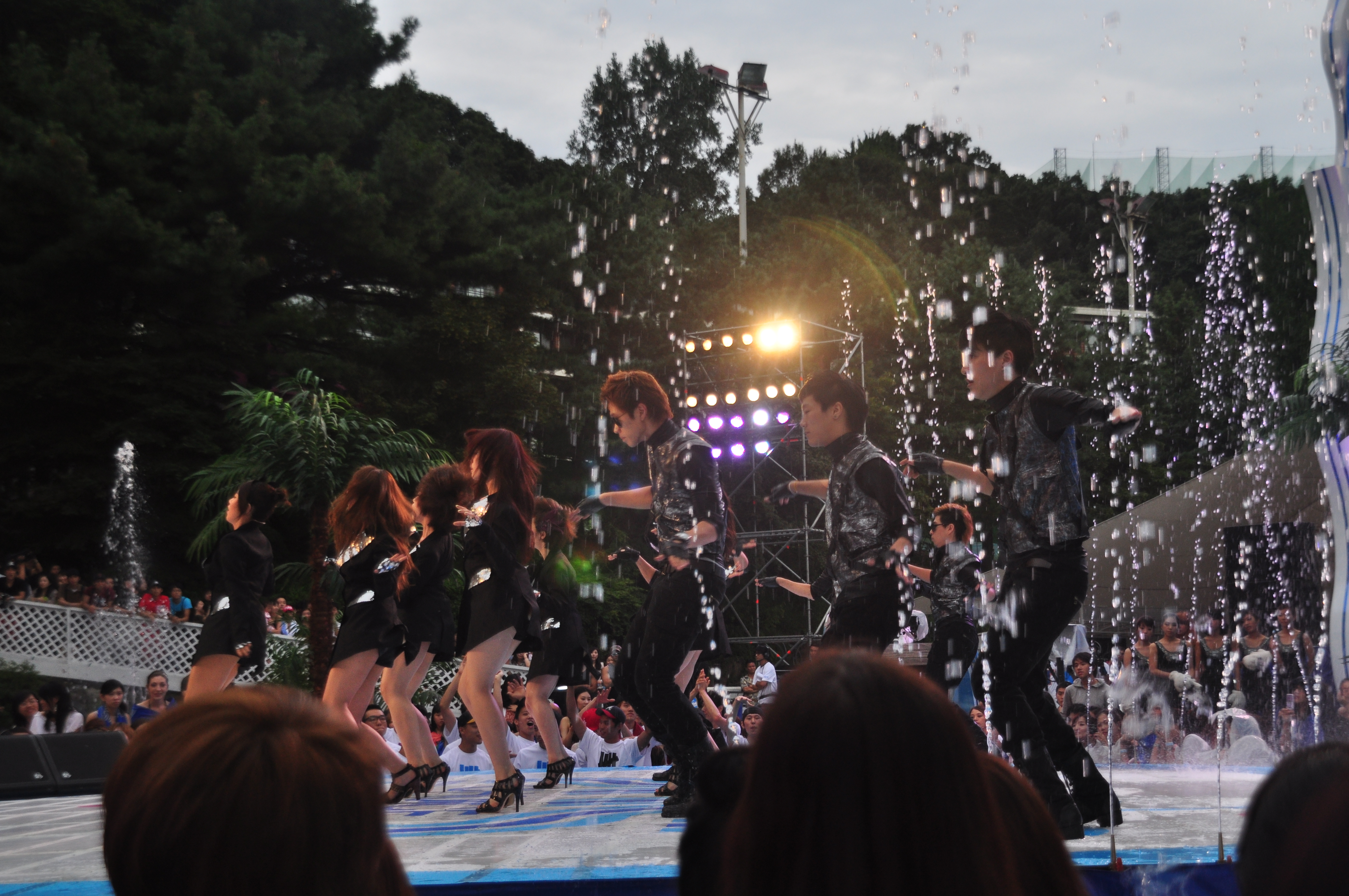
T-ara chantant Neo Ttaemune Michyeo aux Mnet 20's Choice Awards le 26 août 2010.

T-ara commercialise son tout premier album studio, Absolute First Album, le 27 novembre 2009. Dans le but de donner le titre officiel de l'album, Core Contents Media publie un sondage dans lequel les internautes ont le choix entre Bo Peep Bo Peep et Cheoeum Cheoreom (처음처럼, "Like the First Time"). Sur 9 000 individus, 4 770 (soit 53 %) ont choisi Cheoeum Cheoreom. Cependant, le titre Bo Peep Bo Peep y est exposé pour raison inconnue. Bo Peep Bo Peep atteint la quatrième place du classement Gaon, tandis que Cheoeum Cheoreom atteint la dixième place. Le groupe revient dans l'émission Music Bank le 4 décembre 2009. À la 24e édition des Golden Disk Awards,  T-ara est récompensée en compagnie du groupe 4minute.
Le groupe est pour la toute première fois récompensé grâce à Bo Peep Bo Peep durant le premier épisode de Music Bank de 2010. Au total, le single sera récompensé 5 fois : deux fois sur Music Bank et trois sur Inkigayo. Plus tard, en janvier 2010, le groupe annonce la fin de la promotion de leur prochain single Cheoeum Cheoreom, à la suite du virus H1N1 attrapé par So Yeon. Ce même mois, T-ara fait une courte apparition dans les septième et huitième épisodes de God of Study, dans lequel Ji Yeon joue le rôle d'un personnage principal.
En février 2010, le groupe annonce une nouvelle édition de leur tout premier album sous le titre de Breaking Heart. Les deux principaux singles, Neo Ttaemune Michyeo (너 때문에 미쳐; "I Go Crazy Because of You") et Naega Neomu Apa (내가 너무 아파, "I'm Really Hurt"), qui ont été commercialisés en-ligne le 23 février 2010, atteignant respectivement la première et la trente-neuvième places au classement musical Gaon. T-ara revient le même jour au M! Countdown et est récompensé de nombreux awards Neo Ttaemune Michyeo durant leurs promotions,. Breaking Heart est commercialisé sur CD le 3 mars 2010, atteignant la deuxième place du classement musical Gaon et trente-cinquième place du classement de l'année ; avec 40 695 exemplaires vendus. Après la fin de la promotion du single Neo Ttaemune Michyeo, T-ara chante Naega Neomu Apa dès avril 2010.
T-ara diffuse sur Internet Wae Ireoni (왜 이러니, "Why Are You Being Like This"), le principal single de leur premier maxi, Temptastic, le 23 novembre 2010.
Temptastic est commercialisé sous format numérique le 23 novembre 2010, en même temps que leur second single Yayaya. La commercialisation du CD est repoussée jusqu'au 3 décembre à la suite du bombardement de Yeonpyeong en début de novembre 2010.

### John Travolta, WannabeetBlack Eyes

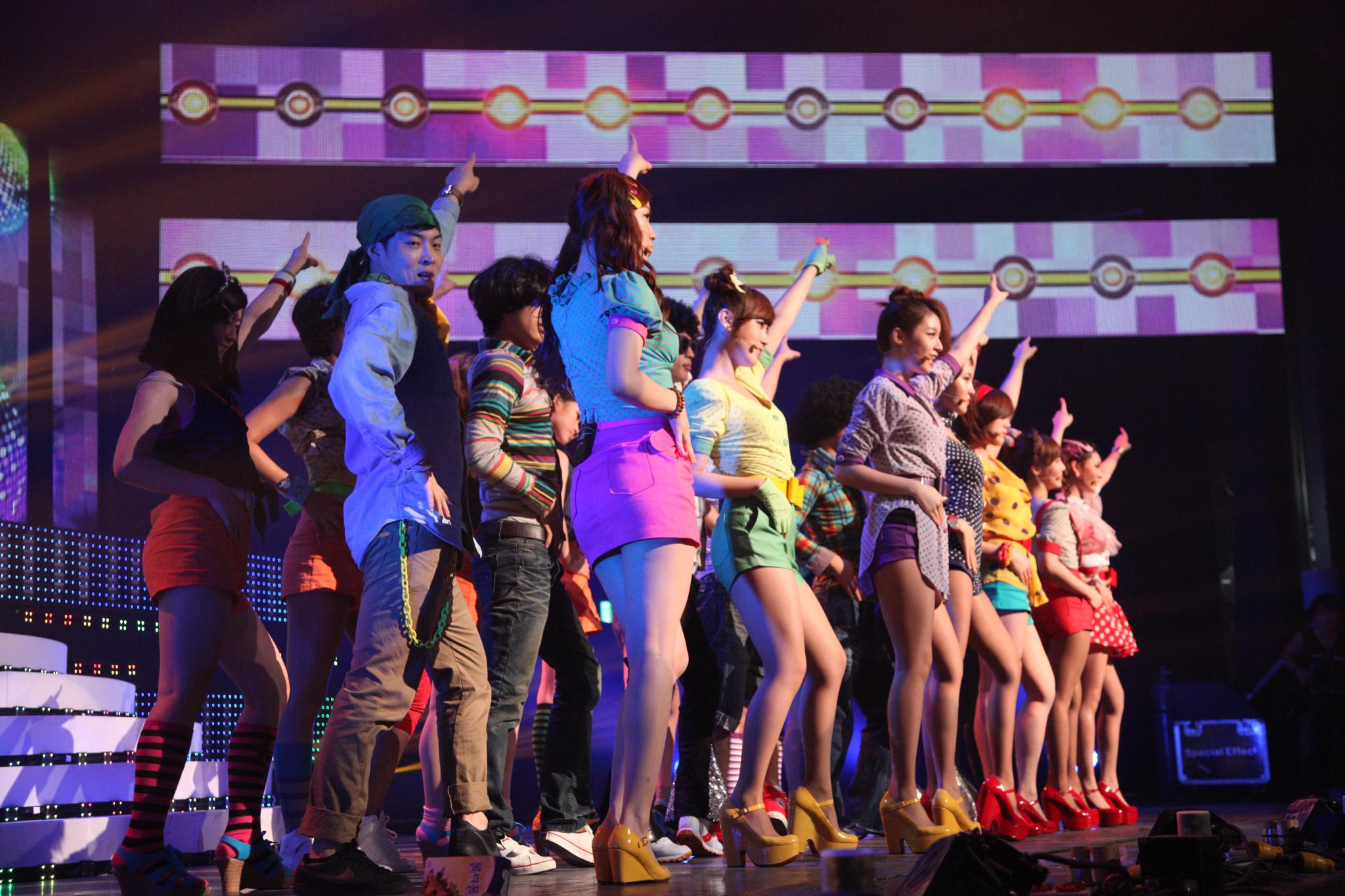
T-ara chantant Roly-Poly au festival musical Cyworld de MTV le 23 juillet 2011.

Le second maxi du groupe John Travolta Wannabe est commercialisé le 29 juillet 2011, atteignant la troisième place du classement musical Gaon. Le seul single de l'abum, Roly-Poly, est commercialisé le même jour et atteint la deuxième place du classement Gaon et la quatrième du Billboard Korea K-Pop Hot 100. Le single est un franc succès, devenant ainsi le single le plus téléchargé en 2011 en Corée selon Gaon, avec un record 2 millions $ de ventes et 4 680 253 de téléchargements. Roly-Poly est récompensé du « meilleur vidéoclip » à la troisième édition des Melon Music Awards.
Le groupe commercialise une nouvelle édition limitée de John Travolta Wannabe, intitulée Roly-Poly in Copacabana, le 2 août 2011. Le titre, Roly-Poly in Copacabana, est un remix eurodance de Roly-Poly, nommé selon le single Copacabana qui a été popularisé dans les années 1980 dans les discothèques de Jongno. L'album atteint la troisième place, tandis que le single atteint les quarante et quarante-cinquième places des classements musicaux Gaon et Billboard Korea K-Pop Hot 100. T-ara commercialise son tout premier single japonais Bo Peep Bo Peep le 28 septembre, et atteint la première place des classements musicaux Oricon avec 49 712 exemplaires vendus. Le single atteint la première place du Billboard Japan Hot 100 et est certifié disque d'or sur RIAJ pour son nombre de téléchargements pour PC et téléphones portables,.
En novembre 2011, T-ara commercialise son troisième maxi Black Eyes qui atteint la deuxième place des classements Gaon. L'album est précédé de Cry Cry, qui a atteint la première place au Billboard Korea K-Pop Hot 100 et gagne deux premières places consécutives au M! Countdown. Le vidéoclip d'une trentaine de minutes Cry Cry est produit pour un million de won. Le groupe commercialise son second single japonais, une reprise de Yayaya, single de leur EP Temptastic du 30 novembre. Le single atteint la septième place du classement Oricon et la sixième dans le Billboard Japan Hot 100.

### 2012:Funky Town, premier album japonais,Day By DayetMirage
T-ara commercialise une reprise de Black Eyes sous le titre Funky Town le 3 janvier 2012. L'album atteint la première place du classement musical Gaon et la deuxième place du classement mensuel avec la vente de 43 049 exemplaires. Lovey-Dovey devient le second single de l'album, atteint la seconde sur Gaon et Billboard Korea K-pop Hot 100. Le single a été téléchargé plus de 3 millions de fois rien qu'en Corée du Sud. En avril, Core Contents Media annonce l'arrivée de deux nouveaux membre dans le groupe dès juillet, augmentant le nombre des membres de T-ara à neuf. Le 30 mai 2012, Dani, 14 ans, est annoncée comme nouvelle membre du groupe. Cependant, elle ne débutera pas officiellement chez T-ara avant d'être « prête » à les rejoindre. Elle apparait plus tard dans le vidéoclip de T-ara Day by Day. Le 14 juin 2012, Core Contents Media annonce l'arrivée d'Areum, 18 ans, dernier membre du groupe.
Le groupe commercialise son premier album japonais Jewelry Box le 6 juin 2012. L'album débute à la première place du classement semestriel Oricon avec 57 000 exemplaires vendus. Elles embarquent pour leur première tournée au Japon, T-ara Japan Tour 2012 : Jewelry Box à Nagoya le 19 juin ; l'audience était estimée à plus de 40 000 personnes. Quatre singles ont été commercialisés avant l'album : Bo Peep Bo Peep, Yayaya, Roly-Poly et Lovey-Dovey.
C'est donc le 2 septembre 2012 que sort l'album Mirage accompagné du single Sexy Love et de sa fameuse robotic dance. Le jour de la sortie est suivi de quatre versions différentes du clip vidéo dont une version promouvant la chanson Day & Night où Areum chante aux côtés de Shannon et Gun Ji (Gavy NJ).

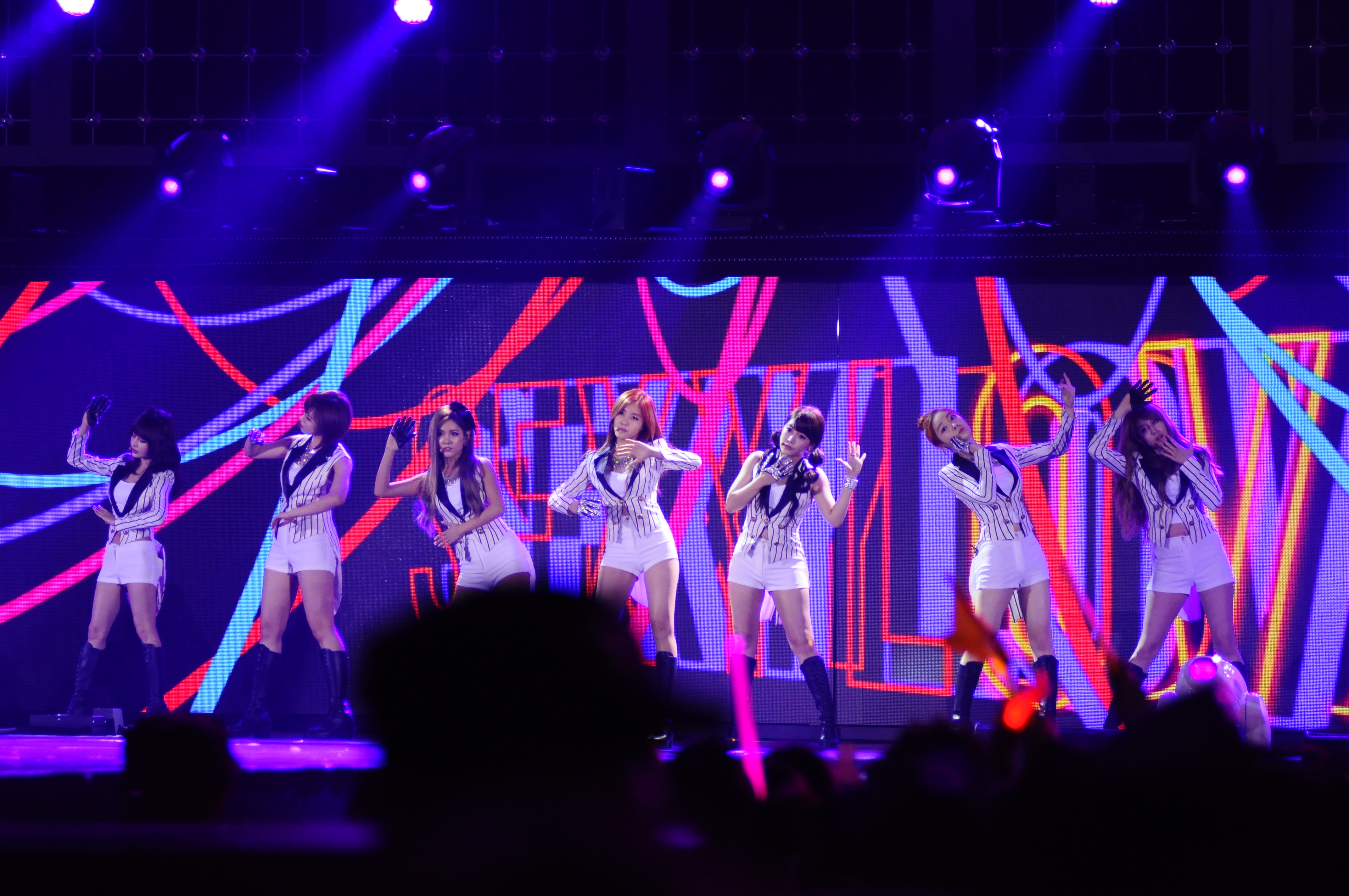
T-ara le 29 novembre 2012 au Vietnam interprétant Sexy Love.

### 2013: Comeback japonais, sous-unités et retour à six

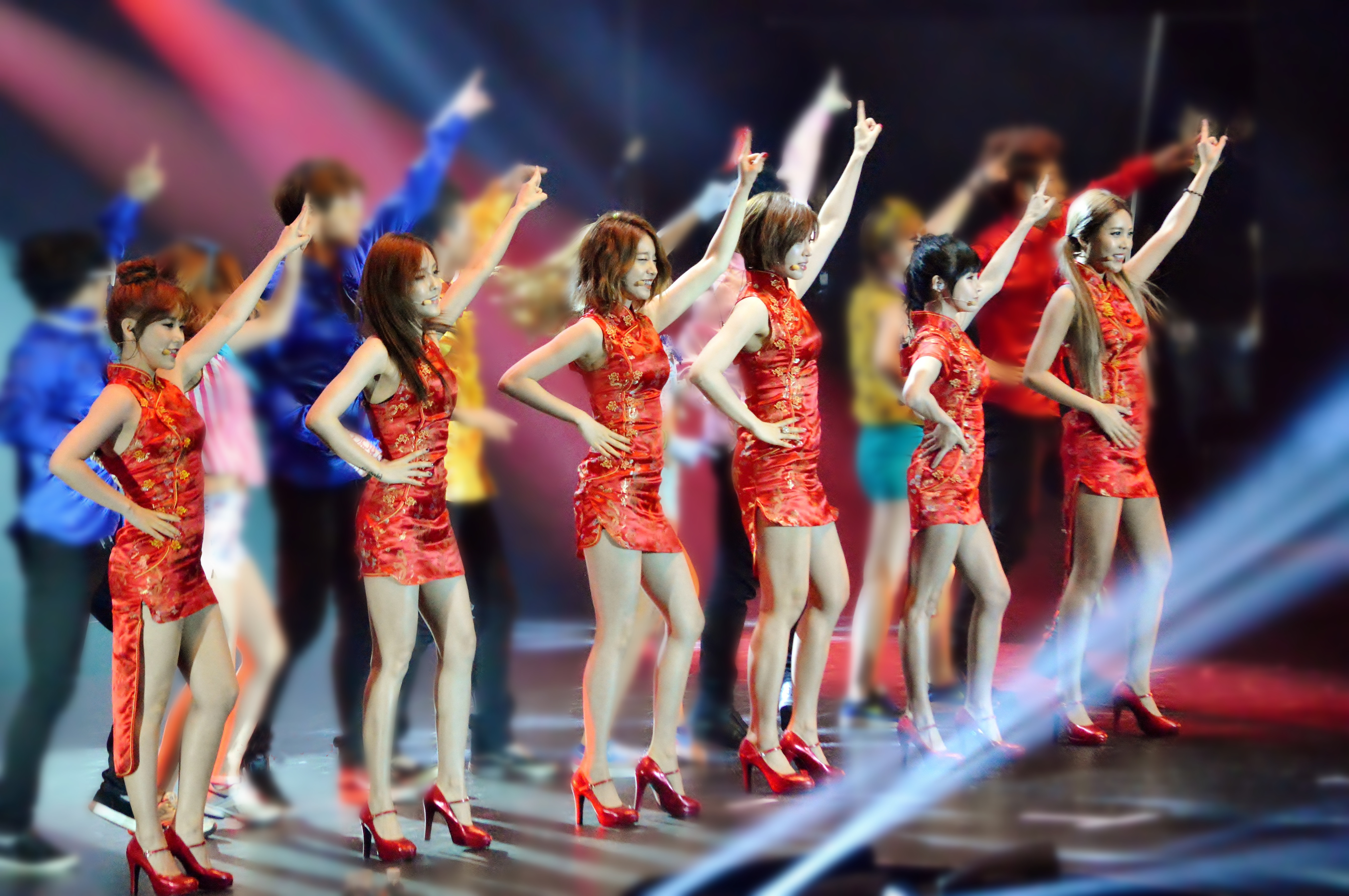
T-ara en 2013.

En 2013, T-ara commercialisera son sixième single japonais intitulé Bunny Style! (バニスタ!;Banisuta!) le 20 mars 2013. Le single devrait être commercialisé en dix versions différentes.
En avril 2013, les T-ara dévoilent leurs futures sous-unités. La première à être dévoilée est T-ara N4, composée de Ji Yeon, Eun Jung, Hyomin et Areum. Un premier teaser vidéo est mis en ligne le 15 avril. Celui-ci s'intitule Countryside Life et sera donc le premier single de cette nouvelle et première unité des T-ara, prévu pour le 1er mai.
La seconde sous-unité est confirmée par EMI Music Japan et se nommera QBS, en référence aux initiales des trois membres restantes, Qri, Boram et So Yeon. Leur premier single Like the wind est sorti le 26 juin 2013 au Japon.

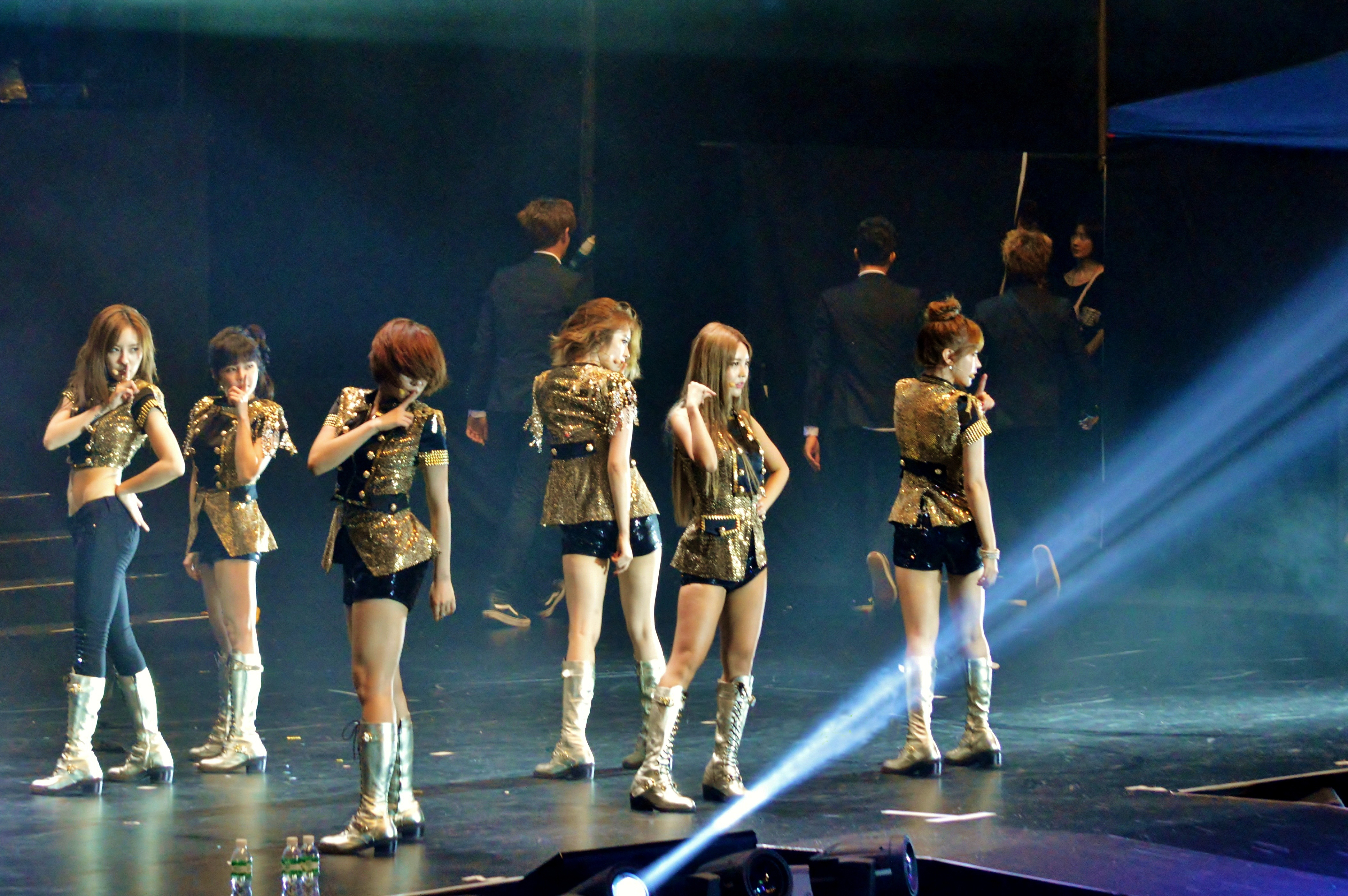
T-ara en concert à Hong Kong le 10 août 2013.

Tandis que Dani devient une membre à part entière de la sous-unité T-ara N4 (et n'intègre donc pas le groupe initial), Areum, elle, quitte les deux groupes pour se consacrer à sa carrière solo.
C'est donc à six que nous reviennent les filles en octobre. Le single Number 9 est annoncé. Des photos et des vidéos teasers du clip sont alors dévoilées petit à petit,,,,,. Le 6 octobre 2013, lors du festival Hallyu 2013 de Gangnam, le groupe joue son nouveau single pour la première fois. La sortie officielle du clip est quant à elle prévue pour le 10 octobre. Quelques jours après ces annonces, on apprend également que T-ara reviendra avec deux singles. En plus de Number 9, les filles sortiront donc I Know The Feeling, une ballade. Le 10 octobre, le mini-album "Again" est publié.
T-ara sortira également un nouveau single japonais pour promouvoir un film japonais, Jinx, avec Hyomin, nommé Kioku ~ Kimi ga Kureta Michishirube, en novembre. Le single sera publié selon la date à laquelle le film sera diffusé.
Dans ce single il y aura également la version japonaise de Number 9.

### 2014: Carrières solo, nouveaux comebacks,Sugar FreeetLittle Apple

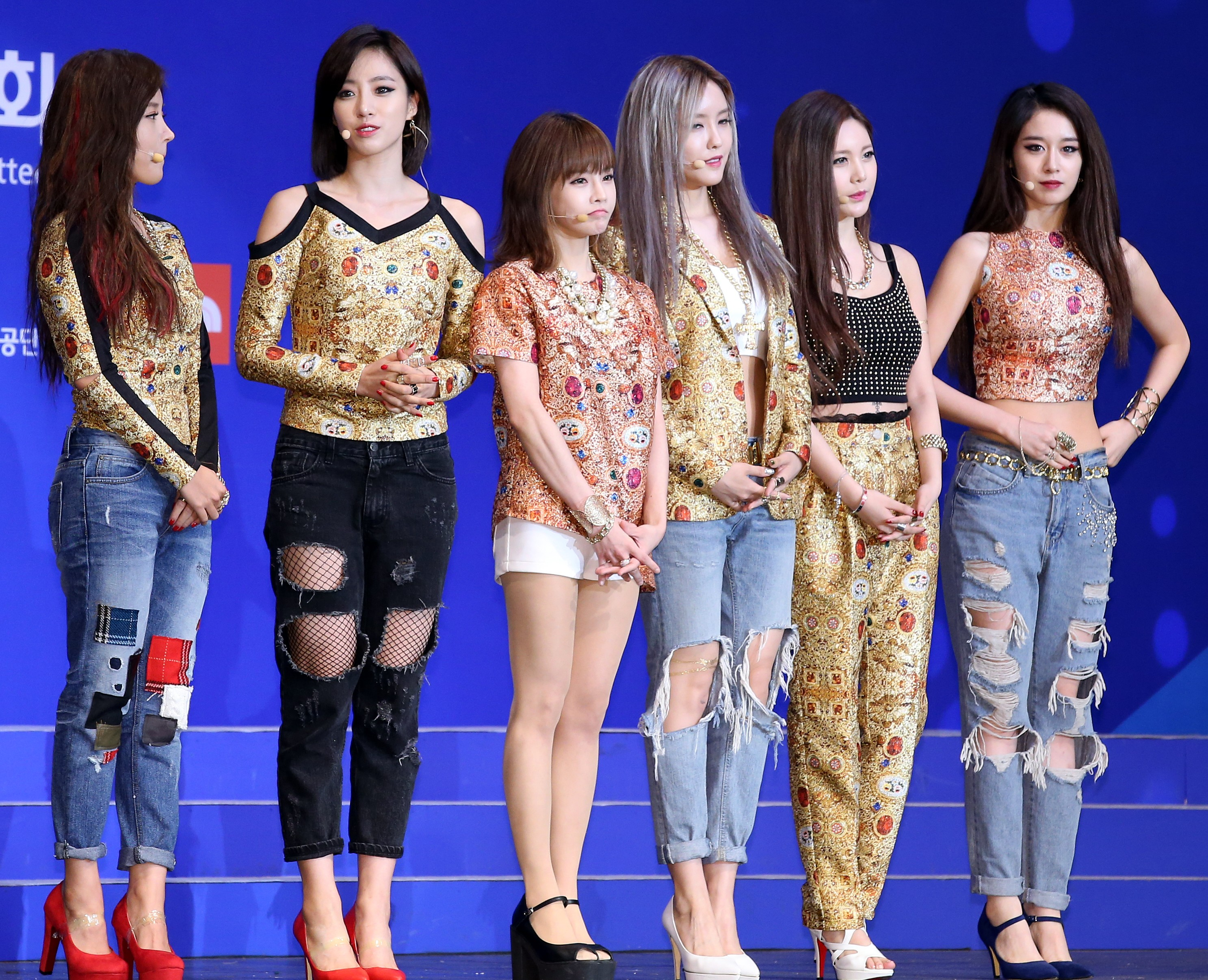
T-ara en 2014
De gauche à droite : Soyeon, Eunjung, Boram, Hyomin, Qri et Jiyeon

L'année 2014 a commencé par les premières activités solos de deux des membres du groupe, en effet, Jiyeon et Hyomin vont, toutes les deux et chacune de leur côté, proposer un mini-album à leurs fans.
Le 20 août 2014, Core Contents Media a annoncé que T-ara fera son retour le 11 septembre, avec un style EDM.
Le 7 septembre, Core Contents Media a mis en ligne une vidéo teaser intitulée Sugar Free. Décors aux couleurs flashy, mode street style, musique électro, cet extrait donne un aperçu audio de ce qui devrait être le prochain titre du groupe. Des plans communs sont alternés avec des plans individuels. Il est dit que les T-ara devraient s’essayer au "big room", un sous-genre de la house. Une seconde vidéo a été dévoilée et suit un format similaire à un making-of.
Le 10 septembre, le MV de Sugar Free est mis en ligne, bien que le 5e mini-album des filles sera disponible à la vente le lendemain, 11 septembre. Un porte-parole du groupe a expliqué ce choix musical en déclarant : “Nous avons décidé de faire une piste Big Room. C’est un sous-genre de la musique électro qui reçoit actuellement beaucoup d’attention à travers le monde. La chanson et son clip vidéo sont sophistiqués et à la mode.”.
Le 14 septembre, il est annoncé que T-ara va collaborer avec des DJs célèbres afin de proposer différents remix de leur dernier titre. Au total, ce ne sont pas moins de 13 versions différentes de Sugar Free qui vont voir le jour, remixées par des DJs tels que Beatrappa, Ferry, Terra, Dion, DJ Jeffrey Choi, Big Bounce x OneTwo, Monster Factor et pHatsound. Tous ces remix ont été dévoilés le 15 septembre sur Beatport, la plus grande communauté de musique électro qui est également un vaste site de vente en ligne.
Le 23 novembre 2014, le Chaîne Youtube Officielle du groupe s’est vue mise à jour d’un nouveau MV, où les artistes nous proposent un remake coréen du morceau chinois, Xiao Pingguo, également connu sous la titre traduit en anglais, Little Apple. Le morceau des Chopstick Brothers qui fait un véritable carton sur Youku (300 millions de vues) et YouTube (quelques dizaines de millions) a donc été repris par les jeunes femmes en collaboration avec les artistes originaux, qui vont ensemble en réaliser la promotion en Chine.
Le 27 novembre 2014, il est annoncé que les T-ara tiendront leur premier concert coréen le jour de Noël. Ce sera leur premier concert en Corée du Sud depuis leurs débuts, en raison d'une forte popularité à l’étranger, le groupe s’est déjà produit en Chine, au Japon et même en Thaïlande, et la Corée se rajoutera enfin à la liste dès le 25 décembre.
L’événement nommé "Merry Christmas T-ARA Family Concert" a eu lieu au "COEX auditorium" à Gangnam, deux fois dans la journée du 25 décembre : le premier concert à 15 h et le second à 19 h.
T-ara est parti par la suite en tournée, "2014-2015 Concert Tour", dont la première date a eu lieu le 27 décembre dans la ville chinoise de Shanghai.

### 2015: Débuts solo etSo Crazy
Le 27 mars 2015, l'agence de Eun Jung, MBK Entertainment, a dévoilé par le biais du Facebook officiel des T-ara une première image afin d’annoncer que la membre des T-ara, fera prochainement ses débuts solos.
Le 11 avril, s'est déroulé la troisième édition des "YinYueTai V-Chart Awards". Organisé par Yinyuetai (plateforme très populaire en Chine), l’événement s’est tenu à Pékin et visait à récompenser les groupes et artistes qui ont été appréciés par les Chinois durant l’année écoulée. Les T-ara y ont décroché deux trophées : celui du "Groupe coréen le plus populaire" et du "Groupe de l’année". Jiyeon a également obtenu une récompense en solo pour la catégorie "Meilleure chanteuse solo coréenne".
Le 30 avril 2015, on apprend que Eun Jung à l'occasion de ses débuts en solo a choisi de prendre le pseudonyme de Elsie. La jeune femme fera donc ses premiers pas en solo avec un premier single baptisé "I'm Good", en collaboration avec le chanteur K.Will.
Plus tard dans la même journée, le MV de I'm Good est mis en ligne.
Le 26 mai, MBK Entertainment a révélé un nouveau clip vidéo pour I’m Good. Il s’agit de la version chinoise de celui-ci qui s’est d’ailleurs retrouvée en deuxième place du classement des MV chinoises "YinYueTai". Elsie est d’ailleurs la première artiste coréenne solo à monter si haut dans ces charts-là.
Le 17 juillet, l'agence MBK Entertainment a annoncé le retour des filles en déclarant : “T-ARA confirme son comeback pour le mois d’août”. T-ara devrait dévoiler son nouveau titre-phare durant la première semaine du mois d'août.
Il est dit que le groupe avait initialement programmé son comeback pour le mois d'octobre, mais qu’il a finalement été décidé de l’avancer en août. Les activités des filles prévues en Chine (concert/drama/CF) ont pour leur part été repoussées au mois de septembre.
Le 22 juillet, il est annoncé par un porte-parole de MBK Entertainment que le titre-phare se nomme So Crazy et que celui-ci est une production de Brave Brothers.
Le 4 août, les filles font leur comeback avec la MV de So Crazy issu du mini-album "So Good". Les jeunes femmes avaient tenu, la veille, un showcase pour leur comeback au "Ilchi Art Hall", à Séoul, ce qui est une première pour le groupe,. Le 12 juillet, est mis en ligne la MV de la version chinoise de So Crazy. Le groupe s'est dissout fin 2017 (choix d'un non renouvellement de contrat, carrière personnelle, etc.).

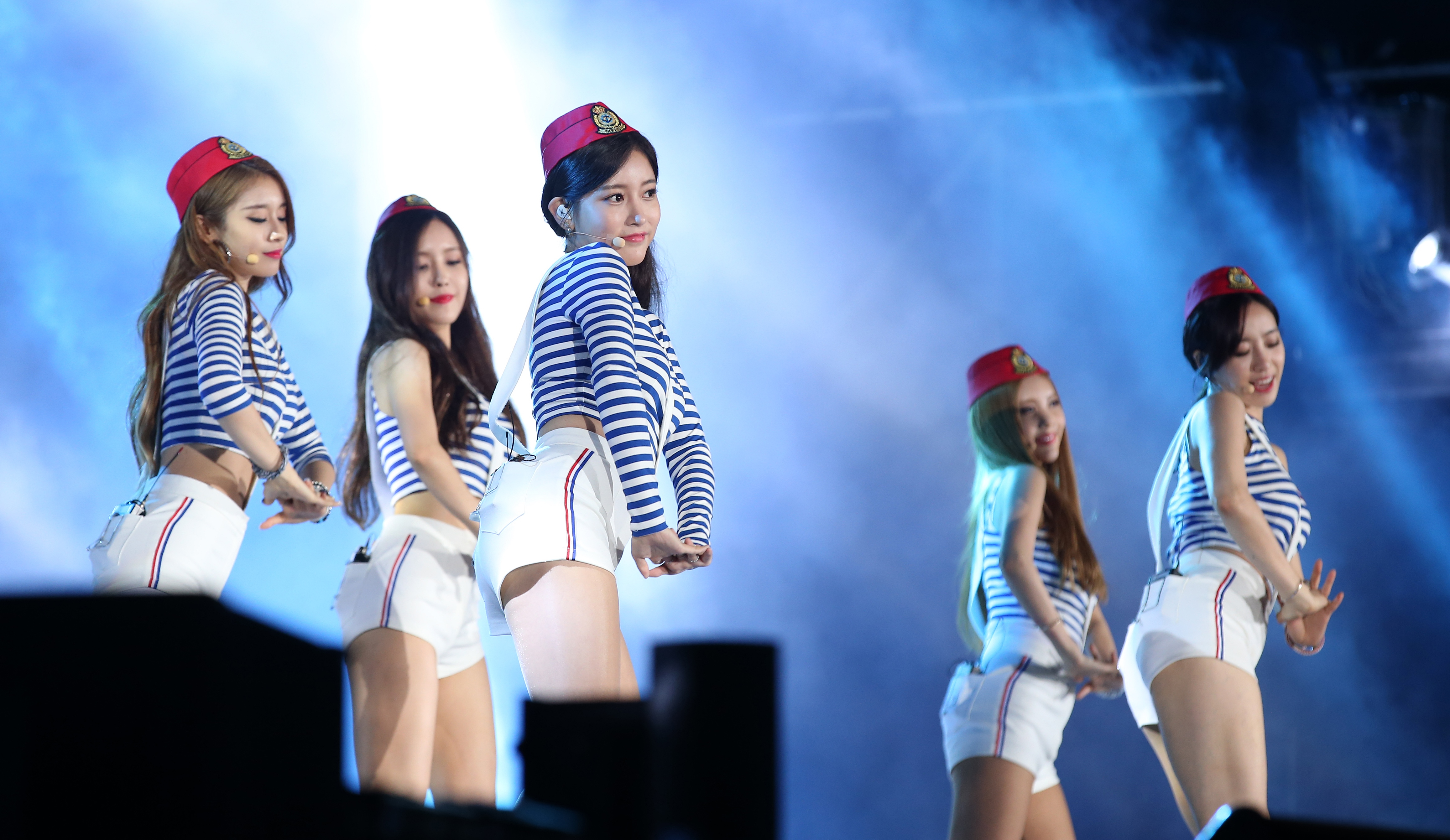
T-ara sur scène au 2015 Summer K-POP Festival

## Membres
| Nom de scène | Nom de scène | Nom de naissance | Nom de naissance | Date de naissance | Nationalité  | Position                                                                  |
| Romanisé     | Coréen       | Romanisé         | Coréen           | Date de naissance | Nationalité  | Position                                                                  |
| ------------ | ------------ | ---------------- | ---------------- | ----------------- | ------------ | ------------------------------------------------------------------------- |
| Qri          | 큐리         | Lee Ji Hyun      | 이지현           | 12 décembre 1986  | Sud-coréenne | Leader, chanteuse secondaire, Unnie (la plus âgée)                        |
| Eunjung      | 은정         | Ham Eun Jung     | 함은정           | 12 décembre 1988  | Sud-coréenne | Rappeuse principale, chanteuse principale                                 |
| Hyomin       | 효민         | Park Sun Young   | 박선영           | 30 mai 1989       | Sud-coréenne | Chanteuse principale, rappeuse principale, danseuse principale            |
| Jiyeon       | 지연         | Park Ji Yeon     | 박지연           | 7 juin 1993       | Sud-coréenne | Danseuse principale, chanteuse principale, visuel, Maknae (la plus jeune) |

### Anciennes membres
- Boram (보람)
  - Nom de naissance: Jeon Bo-ram (전보람)
  - Date de naissance: 22 mars 1986 (39 ans)
  - Nationalité:  Sud-coréenne
  - Position: Chanteuse secondaire, rappeuse secondaire
- Soyeon (소연)
  - Nom de naissance: Park In-jung (박인정)
  - Date de naissance: 5 octobre 1987 (37 ans)
  - Nationalité:  Sud-coréenne
  - Position: Chanteuse principale
- Jiae
- Jiwon
- Hwayoung
- Areum

## Controverses
Les six membres du groupe ont été accusés d'avoir mis à l'écart et malmené la rappeuse Hwayoung qui quitta le groupe en 2012. Pendant 5 ans, l'opinion publique sur T-ARA s'est vu dégradée. En février 2017, Hwayoung fait une interview dans l'émission Taxi et parle du scandale comme quoi ça l'a beaucoup touché. Cependant, le jour suivant, un ancien membre du staff de T-ARA à l'époque où Hwayoung faisait encore partie du groupe, déclare que la source du problème entre elle et T-ARA ne venait pas des filles mais de Hwayoung elle-même et de sa sœur Hyoyoung. Les deux sœurs jumelles auraient eu depuis quelque temps un comportement inacceptable non seulement auprès des membres du groupe mais aussi auprès des membres du staff. Hyoyoung aurait menacée Arheum de lui "érafler le visage" tandis que Hwayoung aurait rabaissé le staff et menti sur sa blessure à la jambe pour pouvoir aller dans un salon de manucure pendant que toute l'équipe dont T-ARA révisaient toutes les chorégraphies pour le concert au Japon qui approchait. Hyoyoung, la sœur de Hwayoung décide alors d'admettre qu'elle a bien menacé Arheum. Quelques heures après ces révélations, l'ancien manager de T-ARA déclare publiquement que toutes les révélations faites aujourd'hui à propos de l'affaire sont vraies et encore un peu plus tard dans la journée, l'agence de T-ARA, MBK Entertainment, confirme toutes ces révélations et déclare que les membres actuelles de T-ARA n'aiment pas trop que cette histoire ressorte encore. Néanmoins, l'opinion publique sur T-ARA s'améliore et elles parviennent le 20 juin 2017 à remporter leur première victoire à une émission de musique coréenne depuis 5 ans grâce aux votes du public coréen.

### Distribution musicale illégale
En février 2012, Core Contents Media attaque deux compagnies localisées en Asie du Sud pour distribution de leurs œuvres sans permission. Une poursuite judiciaire sur les droits d'auteur est engagée contre ces compagnies en décembre 2011 lorsque Core Contents Media contacte la police. Les compagnies ont illégalement distribué seize titres en Thaïlande, au Viêt Nam et en Malaisie ainsi que Roly-Poly et des titres de SeeYa, Davichi, et 5dolls.

## Discographie

### Discographie coréenne
Albums studios
- Absolute First Album (2009)

Mini-albums (EPs)
- Temptastic (2010)
- John Travolta Wannabe (2011)
- Black Eyes (2011)
- Day by Day (2012)
- Again (2013)
- And & End (2014)
- So Good (2015)
- Remember (2016)
- What's My Name? (2017)

### Discographie japonaise
Albums studios
- Jewelry Box (2012)
- Treasure Box (2013)
- Gossip Girls (2014)

## Concerts
- 2012 : T-ara 1st Lovey Dovey Roly Poly Live in Bangkok[86]
- 2012 : T-ara 1st Showcase in Hong Kong orgainzed by Star Studio Limited[87]
- 2012 : T-ara Showcase in Kuala Lumpur[88]
- 2013 : It's T-ara Time 2 013 in Hong Kong organized by Star Studio Limited[89]
- 2013 : T-ara Showcase in Beijing[90]
- 2013 : T-ara's On Air in Guangzhou[91]
- 2014 : T-ara's On Air in Chengdu[92]
- 2014 : T-ara Concert in Phnom Penh[93]
- 2014 : T-ara's summer school in Osaka & Tokyo
- 2014 : Dear My Family in Seoul
- 2014 : T-ara 2014-2015 Tour in Shanghai
- 2015 : T-ara 1st Fan Meeting in Viet Nam
- 2016 : T-ara 1st Concert in Manila, Philippines

## Tournées
- 2011 : T-ara X'mas Premium Live
- 2012 : T-ara Japan Tour 2012: Jewelry Box
- 2013 : T-ara Japan Showcase "Banisuta"
- 2013 : T-ara Japan Tour 2013: Treasure Box
- 2015 : T-ara Great China Tour

## Récompenses et nominations

### Emissions musicales
| Année | Récompense |
| ----- | --- |
| 2010  | - 1er place au Music Bank le 1er janvier pour "Bo Peep Bo Peep". - 1er place au Inkigayo le 3 janvier pour "Bo Peep Bo Peep". - 1er place au Music Bank le 8 janvier pour "Bo Peep Bo Peep". - 1er place au Inkigayo le 10 janvier pour "Bo Peep Bo Peep". - 1er place au Inkigayo le 17 janvier pour "Bo Peep Bo Peep". - 1er place au M! Countdown le 18 mars pour "I Go Crazy Because Of You". - 1er place au Inkigayo le 21 mars pour "I Go Crazy Because Of You". - 1er place au Inkigayo le 28 mars pour "I Go Crazy Because Of You". - 1er place au M! Countdown le 9 décembre pour "Why Are You Being Like This". - 1er place au M! Countdown le 16 décembre pour "Yayaya". |
| 2011  | - 1er place au Inkigayo le 24 juin pour "Roly-Poly". - 1er place au M! Countdown le 14 juillet pour "Roly-Poly". - 1er place au M! Countdown le 21 juillet pour "Roly-Poly". - 1er place au M! Countdown le 1er décembre pour "Cry Cry". - 1er place au M! Countdown le 8 décembre pour "Cry Cry". |
| 2012  | - 1er place au M! Countdown le 12 janvier pour "Lovey Dovey". - 1er place au Inkigayo le 15 janvier pour "Lovey Dovey". - 1er place au M! Countdown le 19 janvier pour "Lovey Dovey". - 1er place au Music On Top le 19 janvier pour "Lovey Dovey". - 1er place au Music Bank le 20 janvier pour "Lovey Dovey". - 1er place au Inkigayo le 22 janvier pour "Lovey Dovey". - 1er place au Music On Top le 26 janvier pour "Lovey Dovey". - 1er place au Music Bank le 27 janvier pour "Lovey Dovey". - 1er place au Inkigayo le 29 janvier pour "Lovey Dovey". - 1er place au Music On Top le 2 février pour "Lovey Dovey". - 1er place au Music On Top le 9 février pour "Lovey Dovey". - 1er place au Music Bank le 10 février pour "Lovey Dovey". - 1er place au Music Bank le 17 février pour "Lovey Dovey". |
| 2017  | - 1er place à The Show le 20 juin pour "What's My Name?". |